# Andreu Fontàs
Andreu Fontàs Prat (Banyoles, 14 november 1989) is een Spaans voetballer die doorgaans als verdediger speelt. Hij tekende in juni 2013 bij Celta de Vigo, dat circa €1.000.000,- voor hem betaalde aan FC Barcelona.

## Clubcarrière

### FC Barcelona
In het seizoen 2007/2008 was Fontàs aanvoerder van de Juvenil A, het hoogste jeugdelftal van FC Barcelona, waarmee hij de finale van de Copa del Rey Juvenil haalde. Sevilla FC was hierin echter met 2-0 te sterk. In de zomer van 2008 werd hij door trainer Luis Enrique bij het tweede elftal, Barça Atlètic, gehaald. Op 9 september 2008 speelde Fontàs in de Copa de Catalunya tegen UE Sant Andreu zijn eerste wedstrijd voor het eerste elftal van FC Barcelona. Hij gaf de assist op Sergio Busquets voor het enige doelpunt van de blaugranas. Op 31 augustus 2009 debuteerde Fontàs tegen Sporting Gijón voor het eerste elftal in de Primera División. Op 7 december 2010 maakte hij zijn UEFA Champions League-debuut tegen Roebin Kazan. In diezelfde wedstrijd maakte hij zijn eerste officiële doelpunt voor het eerste van Barcelona in de 51ste minuut. Vanwege ziekte van Éric Abidal werd Fontàs begin 2011 definitief overgeheveld van Barça B naar het eerste elftal. Met FC Barcelona won hij in 2011 de Spaanse landstitel en de Champions League. Fontas maakte het seizoen 2012/13 op huurbasis af bij RCD Mallorca.

## Nationaal elftal
In september 2009 behoorde hij tot de Spaanse selectie voor het WK –20 in Egypte.

## Erelijst
| UEFA Champions League     | 1x | 2010/11          |
| UEFA Super Cup            | 1x | 2011             |
| Wereldkampioen clubteams  | 1x | 2011             |
| Kampioen Primera División | 2x | 2009/10, 2010/11 |
| Copa del Rey              | 1x | 2011/12          |
| Supercopa de España       | 2x | 2009, 2011       |